# Pyricularia juncicola
Pyricularia juncicola är en svampart som beskrevs av MacGarvie 1968. Pyricularia juncicola ingår i släktet Pyricularia och familjen Magnaporthaceae.   Inga underarter finns listade i Catalogue of Life.